# Leptorhaconotus alluaudi
Leptorhaconotus alluaudi är en stekelart som beskrevs av Granger 1949. Leptorhaconotus alluaudi ingår i släktet Leptorhaconotus och familjen bracksteklar. Inga underarter finns listade i Catalogue of Life.